# Пауле Ладіслав Антонович
Пауле Ладіслав Антонович (словац. Ladislav Paule; 13 січня 1947 року, с. Доляни, Словаччина) — словацький лісівник, завідувач кафедри фітології Технічного університету (словац. Technická univerzita vo Zvolene) міста Зволен (Словаччина), доктор біологічних наук, професор. Член-кореспондент Лісівничої академії наук України.

## Біографія
Пауле Ладіслав Антонович народився 13 січня 1947 року в селі Доляни Левоцького округу Пряшівського краю в Словаччині. У період 1960—1964 років навчався в середній лісовій школі у Ліптовському Градку, потім у 1964—1969 роках у Зволенському лісотехнічному інституті (тепер Технічний університет), де здобув вищу освіту за спеціальністю «лісове господарство», кваліфікація — «інженер лісового господарства». Того ж року стає науковим співробітником у власній Alma Mater, через рік асистентом. 1980 року в Зволенському лісотехнічному інституті захистив кандидатську дисертацію з сільськогосподарських і лісових наук. Починаючи з 1981 року й упродовж 25 наступних років працював на різних посадах у IUFRO, як голова робочої групи (1986), координатор (2001), член виконавчого комітету та Міжнародного бюро, брав участь в організації і проведенні десяти міжнародних і 5 світових конгресів IUFRO.
Вчене звання доцент присвоєне 1987 року, професор — у 1991 році за спеціальністю генетика і селекція лісових деревних порід по кафедрі лісівництва Зволенського технічного університету. 1990 року обраний на посаду проректора з міжнародних відносин.
З 1996 року працює завідувачем кафедри фітології лісогосподарського факультету Технічного університету. Викладає лісову генетику і селекцію, генетику вищих тварин, прикладну біотехнологію в лісовому господарстві, основи збереження біорізноманіття. Періодично читає курси лекцій в університетах Австрії, Німеччини, Румунії, Швеції, Швейцарії та інших країн. Науково-педагогічний стаж вченого становить 40 років. Професор Пауле здійснює керівництво аспірантурою і докторантурою з 1986 року, під його керівництвом захищені 25 дисертацій. Серед його учнів вихідці зі Словаччини і Чехії, В'єтнаму, Ірану, Кореї, Німеччини, Польщі, Словенії та інших країн світу.
1994 року започаткував і видає міжнародний часопис «Forest Genetics».
Професор Ладіслав Пауле – керівник багатьох міжнародних програм і проектів:
- USDA Forest Service;
- FRAXIGEN «Ash for the future: defining European ash populations for conservation and regeneration»;
- FOSSILVA «Dynamics of forest tree biodiversity: linking genetic, paleogenetic and plant historical approaches»;
- «Genetic diversity and differentiation of populations of red deer, brown bear, lynx and chamois».

Професор Пауле вільно володіє 10 іноземними мовами.
Ладіслав Антонович Пауле сприяє підвищенню іміджу української лісівничої науки і освіти та Національного лісотехнічного університету України на міжнародному рівні, він один з головних ініціаторів включення НЛТУ України до IUFRO і COST.

## Наукові праці
Основні напрями наукових досліджень стосуються генетичної мінливості лісових деревних порід та основних видів мисливських тварин, ізоферментного та ДНК-тестування.
За роки наукової та педагогічної діяльності вчений опублікував понад 500 наукових, та навчально-методичних праць:
- (англ.) Paule, L., 1980: Competition studies in Norway spruce (Picea abies Karst.) stand. Acta Facultatis Forestalis, Zvolen 22:127–144.
- (нім.) Paule, L., 1982: Untersuchungen zum Wachstum der slowakischen Provenienzen der Rotbuche (Fagus sylvatica L.). Silvae Genetica 31(4):131–136.
- (словац.) Paule, L., 1988: Šľachtiteľské programy a šľachtiteľské stratégie lesných drevín. Lesnictví 34(8):697–706.
- (словац.) Paule, L., 1989: Šlachtenie lesných drevín. VŠLD, Zvolen, 156 pp.
- (словац.) Paule, L., 1992: Genetika a šlachtenie lesných drevín. Príroda, Bratislava 304 pp.
- (англ.) Paule, L., 1995: Gene conservation of European beech (Fagus sylvatica L.). Forest Genetics 2(3):161–170.
- (словац.) Paule, L. & Gömöry, D., 1996: Vplyv globálnych klimatických zmien na genetickú štruktúru populácií lesných drevín. Národný klimatický program 5:46–53.
- (нім.) Paule, L., Radu, S. & Stojko, S., 1996: Eibenvorkommen des Karpatenbogens. Der Eibenfreund 3: 12–20.
- (словац.) Paule, L. 2006: Genetická diverzita, diferenciácia, tok génov a systém párenia u voľne žijúcich živočíchov. In: Genetika poľovnej zveri a voľne žijúcich živočíchov. (Paule, L., Urban, P. & Gömöry, D., eds.). Arbora Publishers, Zvolen 55–64.